# Parque de los bambúes
El Parque de los Bambúes (en francés: Le Parc aux Bambous) es un jardín botánico privado de 4 hectáreas de extensión especializado en bambús, en Lapenne, Francia.
Está abierto al público todos los días en los meses cálidos del año, se cobra una tarifa de entrada.

## Historia
El jardín botánico fue creado en los terrenos de un antiguo parque que databa de principios del siglo XX situado a lo largo del río Hers.
Fue abierto al público en el año 2001.
En el año 2006 fue clasificado como « Jardin Remarquable» (Jardín notable).

## Colecciones
Aunque especializado en cultivo de bambús en el jardín botánico nos encontramos:
- Colección de bambúes con más de 100 taxones, con ejemplares notables de Arundo donax, Arundinaria auricoma, Chimonobambusa marmorea, Chimonobambusa quadrangularis, Chimonobambusa tumissinoda, Fargesia jiuzaighou, Fargesia murielae, Fargesia nitida, Fargesia robusta, Fargesia rufa, Panicum virgatum, Phyllostachys aurea, Phyllostachys viridi-glaucescens, Phyllostachys vivax aureocaulis, Pseudosasa japonica, Sasa veitchii, y Shibataea kumasaca
- Colección de hierbas con más de 50 taxones de Poaceae, además de Cortaderia, Elymus, Miscanthus, y Pennisetum.
- Arboreto con ejemplares de sophora y thuja de Japón, acacia, robles, Pinus sylvestris, alamos, acompañados de arbustos como Genista, Lavandula, y Thymus.